# Acrapex roseola
Acrapex roseola är en fjärilsart som beskrevs av George Francis Hampson 1918. Acrapex roseola ingår i släktet Acrapex och familjen nattflyn. Inga underarter finns listade i Catalogue of Life.